# Christian Precht
Christian Precht, född 30 november 1706 i Stockholm, död där 17 september 1779, var en svensk konsthantverkare och mönstertecknare. Han var son till Burchardt Precht. 
Efter att ha gått i lära hos fadern fortsatte han sin utbildning i England hos guldsmeden Augustin Heckel 1727–1729 och vid konstakademin i Paris, varefter han uppehöll sig i Tyskland 1730–1731. Efter att ha återvänt till Sverige arbetade han hos guldsmeden Gustaf Stafhell den äldre och övertog tillsammans med brodern Gustaf Precht faderns verkstad och butik vid dennes död 1738.
Christian Precht ritade bland annat silverserviser och bordsuppsatser för hovet och högadeln samt fajansmönster för Mariebergs porslinsfabrik och troligen också för Rörstrand. Han anses vara den förste i Sverige som tillämpade rokokons formspråk. Precht är representerad vid Nationalmuseum i Stockholm.